# Bad Harzburg
Bad Harzburg è una città di 22.365 abitanti della Bassa Sassonia, in Germania. Appartiene al circondario (Landkreis) di Goslar. 
È una località termale sin da epoca rinascimentale con un notevole afflusso turistico.

## Geografia
Bad Harzburg si trova sul confine con lo stato della Sassonia-Anhalt, lungo cui correva il confine tra Germania Ovest e Germania Est. A Ovest di Bad Harzburg troviamo Goslar, a Nord Vienenburg, a Sud Braunlage e ad Est Ilsenburg.
Per la sua posizione geografica, a ridosso dei versanti settentrionali della catena montuosa dello Harz, ha un clima simile a quello delle zone alpine.

## Storia

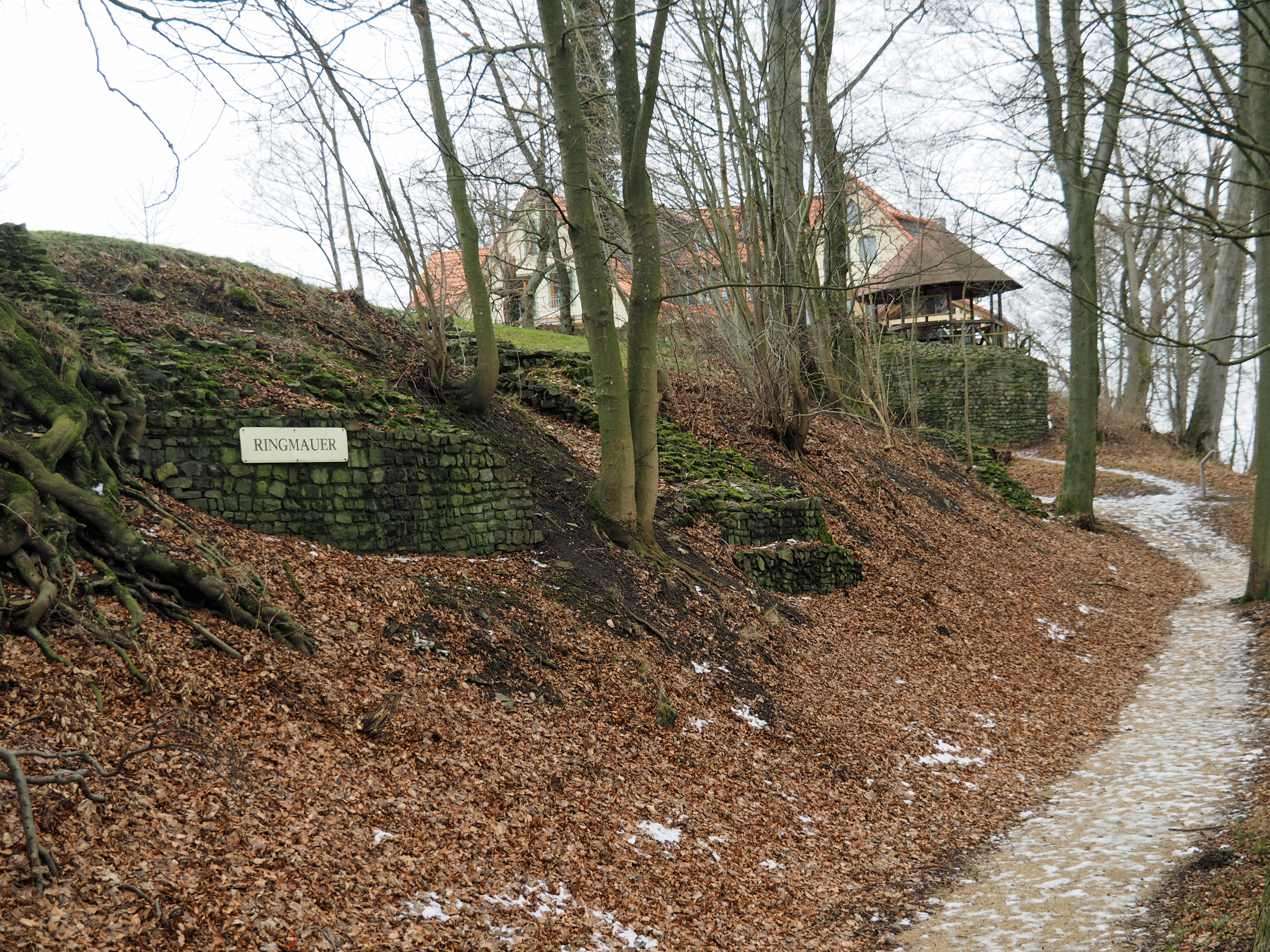
Resti del castello medievale

La prima menzione di Bad Harzburg risale al 1071 come Hartesburg. Il nome rimanda ad una fortificazione militare (in tedesco -burg "castello"), i cui resti dominano la città.
Bad Harzburg infatti si sviluppò ai piedi del castello medievale di Harzburg, fondato dal re Enrico IV a difesa della città residenziale di Goslar.
Il castello venne distrutto durante la grande rivolta dei Sassoni per poi essere ricostruito da Federico Barbarossa nel 1180 dopo aver sconfitto il suo cugino e rivale Enrico il Leone.
Successivamente la città perse importanza, finché il duca Giulio di Brunswick promosse lo sviluppo dello sfruttamento dei depositi di sale presenti in loco. Parallelamente allo sfruttamento commerciale delle saline si sviluppò anche la frequentazione dei bagni naturali di acqua salata di Bad Harzburg.
Nel 1894 la città assunse il prefisso Bad (in tedesco bagno), da cui il nome moderno Bad Harzburg, proprio il riconoscimento come città termale.
Nei primi del Novecento la città raggiunse una notevole fama e sviluppo come meta turistica grazie alle proprietà benefiche delle sue fonti naturali di acqua salata. La città si arricchì di alberghi e stazioni di villeggiatura, molti costruiti come edifici in uno stile tipico dei primi del Novecento, che rimanda alla Bäderarchitektur tedesca.

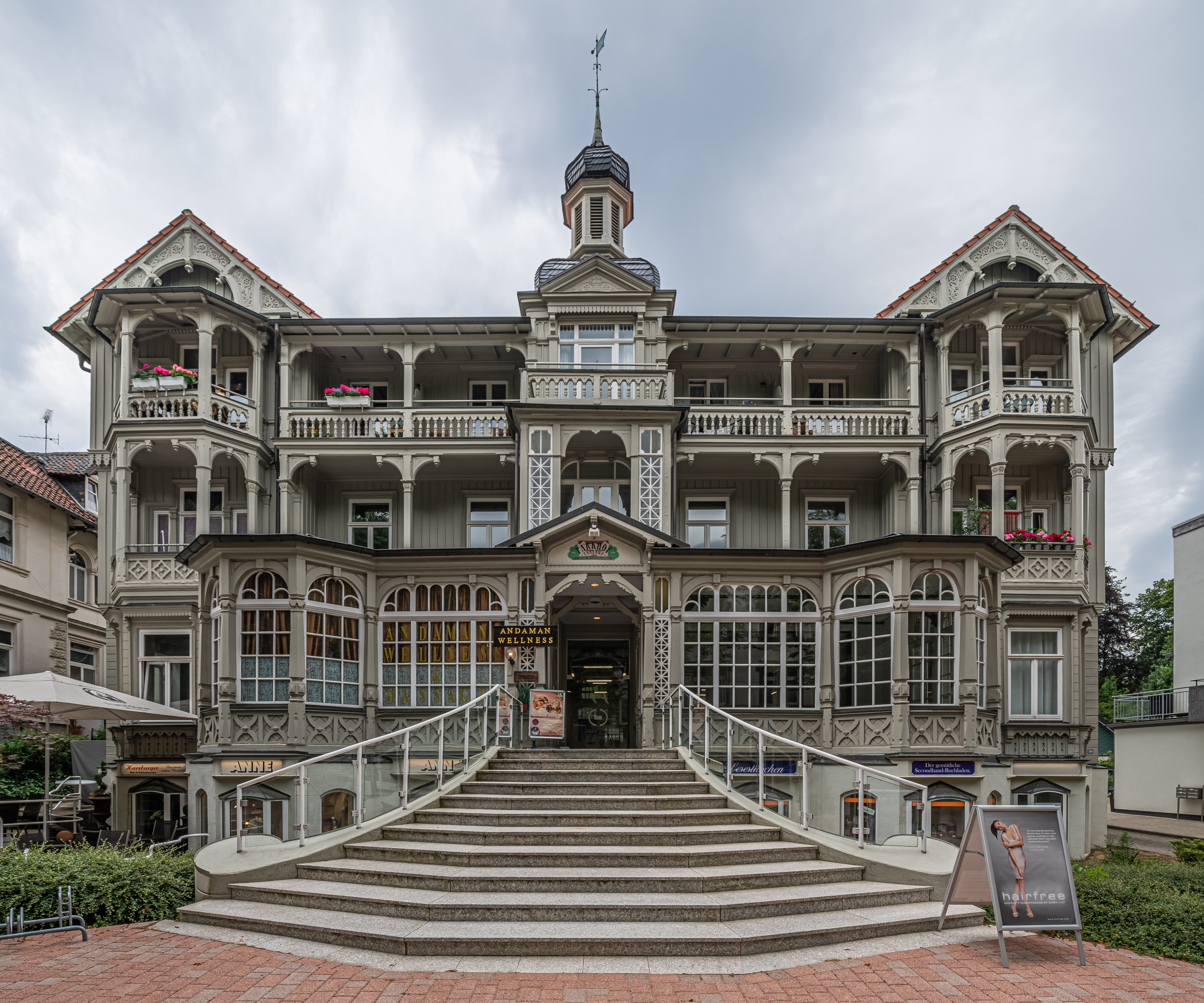
Tipico albergo del Novecento

Tutt'oggi, nonostante una piccola battuta di arresto dopo la riunificazione, rappresenta una delle principali stazioni di villeggiatura nella regione dello Harz.